# Sundasabeltimalia
Sundasabeltimalia (Pomatorhinus bornensis) är en fågelart i familjen timalior inom ordningen tättingar.

## Utseende
Sundasabeltimalian är en rätt liten (19–21 cm) och bjärt färgad sabeltiamlia med ljusa ögon och relativt kort nedåtböjd näbb. Ovansidan och flankerna är djupt kastanjebruna, med mörkare vingar och stjärt, medan undersida är vit. På huvudet syns svart kind, grå hjässa och ett långt, vitt ögonbrynsstreck. Mycket lika javasabeltimalian är något större, med mindre tydligt ögonbrynsstreck och mer jämnfärgat men mindre bjärt rödbrunt på ovansidan.

## Utbredning och systematik
Arten förekommer i Sydostasien. Den delas in i fem underarter med följande utbredning:
- Pomatorhinus bornensis occidentalis – Malackahalvön och Sumatra
- Pomatorhinus bornensis bornensis – Borneo och Bangka öster om Sumatra

Fågeln behandlades tidigare som en del av Pomatorhinus montanus. Den urskiljs dock allt oftare som egen art baserat på skillnader i utseende och läten.

## Status och hot
Arten har ett stort utbredningsområde, men tros minska i antal, dock inte tillräckligt kraftigt för att den ska betraktas som hotad. Internationella naturvårdsunionen IUCN listar arten som livskraftig (LC).